# Monster (Starset)
Monster è un singolo del gruppo musicale statunitense Starset, pubblicato il 4 novembre 2016 come primo estratto dal secondo album in studio Vessels.

## Video musicale
Il videoclip è stato pubblicato l'11 gennaio 2017 attraverso il canale YouTube del gruppo e mostra varie persone vivere la propria vita attraverso realtà virtuale, mentre il mondo reale si appresta a un'apocalisse.

## Tracce
Testi e musiche di Dustin Bates, Johnny Andrews e Rob Graves.
Download digitale
1. Monster – 4:16

CD promozionale (Stati Uniti)
1. Monster (Radio Edit) – 3:59
2. Monster (Album Version) – 4:17

## Formazione
Gruppo
- Dustin Bates – voce, programmazione aggiuntiva, chitarra
- Ron DeChant – cori aggiuntivi

Altri musicisti
- Josh Baker – programmazione aggiuntiva
- Paul Trust – programmazione aggiuntiva
- Rob Graves – chitarra
- Joe Rickard – batteria
- Igor Khoroshev – arrangiamento strumenti ad arco e orchestrali
- David Davidson – violino
- David Angell – violino
- Elizabeth Lamb – viola
- Anthony Lamarchina – violoncello

Produzione
- Rob Graves – produzione, ingegneria del suono
- Ben Grosse – missaggio
- Bob Ludwig – mastering
- Mike Plotnikoff – ingegneria del suono, registrazione batteria
- Justin Spotswood – ingegneria del suono
- Bobby Shin – registrazione strumenti ad arco
- Paul Decarli – montaggio digitale
- Josh Baker – pre-produzione aggiuntiva
- Joe Rickard – pre-produzione aggiuntiva
- Shaj Ticotin – pre-produzione aggiuntiva
- Paul Trust – pre-produzione aggiuntiva

## Classifiche
| Classifica (2016)                | Posizione massima |
| -------------------------------- | ----------------- |
| Stati Uniti (rock digital)       | 16                |
| Classifica (2017)                | Posizione massima |
| Stati Uniti (mainstream rock)    | 2                 |
| Stati Uniti (rock & alternative) | 27                |
| Stati Uniti (rock airplay)       | 14                |